# My Love (bài hát của Lionel Richie)
"My Love" là tên một ca khúc hit năm 1983 của nghệ sĩ nhạc pop / R&B người Mỹ Lionel Richie. Đây là đĩa đơn thứ ba được phát hành từ album phòng thu đầu tay của anh, Lionel Richie. Bài hát có sự góp giọng của ca sĩ nhạc đồng quê Kenny Rogers.
Ca khúc đã lọt vào top 10 nhiều bảng xếp hạng của Billboard Hoa Kỳ năm 1983 như: #5 trên Billboard Hot 100, #1 trong 4 tuần liên tiếp trên adult contemporary chart, và #6 trên bảng xếp hạng nhạc R&B. "My Love" đã không đạt được thành công thực sự ở Anh, khi chỉ đạt được vị trí số 70 trên UK Singles Chart.